# Noël Duval
Noël Duval (Le Chesnay, 24 de desembre de 1929 - París, 12 de desembre de 2018), historiador, arqueòleg i epigrafista francès, especialista en el camp de l'arqueologia cristiana i l'antiguitat tardana, professor emèrit de la Universitat de la Sorbona-Paris IV.
El 1953 Duval va obtenir les oposicions (agrégation) en Història. Fa seguidament tres anys com a membre a l'Escola Francesa de Roma. Entre el 1955 i el 1957 va ser professor ajudant a la Universitat de Tunis. Fa una estada com a investigador al Centre Nacional francès d'Investigació Científica, a l'École du Louvre i treballa al Museu del Louvre, així com a la Universitat de Nantes, a la Universitat de Lille i a la Universitat de Friburg a Suïssa. El 1976 esdevé catedràtic de la Universitat de París-Sorbona, on ensenya antiguitat tardana i art romà d'Orient. La seva investigació cobreix tota la geografia mediterrània des dels inicis del cristianisme fins a l'alta Edat Mitjana. Les seves aportacions a l'antiguitat tardana són cabdals i han renovat la investigació i la docència en aquesta disciplina. Duval va ser elegit professor emèrit a la Universitat de la Sorbona París IV el 2007. L'any 1994 va ser anomenat Doctor Honoris Causa per la Universitat de Ginebra i al 2000 va ser anomenat Doctor Honoris Causa per la Universitat Autònoma de Barcelona. És membre de la Reial Acadèmia de Bones Lletres i de nombroses academies científiques internacionals.

## Publicacions principals
- Les églises africaines à deux absides, 2 vols, Roma-París, BEFAR, 1971 et 1973
- Les ruines de Sufetula-Sbeitla (amb F. Baratte), Tunis, ed. STD, 1973
- Haïdra, les ruines d'Ammaedara (amb F. Baratte), Tunis, ed. STD, 1974
- Haïdra I. Les inscriptions chrétiennes d'Haïdra (amb F. Prévot), Roma, CEFR, 1975
- Catalogue raisonné des mosaïques romaines et paléochrétiennes du Louvre (amb F. Baratte), París, Réunion des musées nationaux, 1976
- Sirmium. VII. Horrea et thermes aux abords du rempart Sud. 1. Architecture [director], Roma-Belgrad, CEFR/Institut archéologique, 1977
- Catalogue des mosaïques romaines et paléochrétiennes du Musée du Louvre (amb F. Baratte pels mosaics romans), París, Réunions des musées nationaux, 1978
- Haïdra II, L'église I dite de Melléus [director], París, CEFR, 1981
- Naissance des arts chrétiens (volum col·lectiu), París, La Documentation Française, 1991
- Salona I. Catalogue de la sculpture architecturale paléochrétienne de Salone [director], Roma, CEFR, 1994
- Les premiers monuments chrétiens de la France (volum col·lectiu), París, Éditions A et J Picard, 1995, 382 pag.
- Les premiers monuments chrétiens de la France II (volum col·lectiu), Paris, Éditions A et J Picard, 1996, 327 pag.
- Salona II. Recherches archéologiques franco-croates à Salone. L'architecture paléochrétienne de la province romaine de Dalmatie [director], Roma, CEFR, 1996
- Les premiers monuments chrétiens de la France III, París, Éditions A et J Picard, 1998, 366 pag.
- Les mosaïques funéraires d'une église de Pupput (amb Aïcha Ben Abed), París, CNRS, 1998
- Les mosaïques du Parc archéologique des Thermes d'Antonin (amb Aïcha Ben Abed i Margaret Alexander), Washington, Dumbarton Oaks, 1999
- Salona III : Manastirine, établissement préromain, nécropole et basilique paléochrétienne [director], Roma, CEFR, 2000
- L'Historiae Augustae Colloquium I de la nouvelle série, (coorganització i codirecció amb G. Bonamente), Bari, Edipuglia, 2000
- Actes de la journée d'études sur les églises de Jordanie et leurs mosaïques [director], Beirut, Institut français d'Archéologie du Proche-Orient, 2003
- Haïdra IV, L'église de Candidus ou des martyrs de la persécution de Dioclétien (coedició amb F. Baratte), Roma, CEFR, 2010
- La nouvelle Carte des voies romaines de l'Est de l'Afrique dans l'Antiquité Tardive d'après les travaux de P. Salama (director amb Claude Lepelley i Jehan Desanges), Turnhout, Brepols, 2010
- Caričin Grad III. L'Acropole et ses monuments (cathédrale, baptistère et bâtiments annexes) [director], Roma, CEFR, 2010
- Salona IV : Recherches archéologiques franco-croates à Salone : Inscriptions de Salone chrétienne, IVe-VIIe siècles (vol. I et II), (coedició amb Emilio Marin, Jean-Pierre Caillet, Denis Feissel, Nancy Gauthier iFrançoise Prévot), París, CEFR, 2010